# ネヴィル・モット
サー・ネヴィル・フランシス・モット（Sir Nevill Francis Mott, CH FRS、1905年9月30日 - 1996年8月8日）は、イギリスの物理学者。ケンブリッジ大学教授。1977年、「磁性体と無秩序系の電子構造の理論的研究」によりフィリップ・アンダーソン、ヴァン・ヴレックとともにノーベル物理学賞を受賞。リーズ出身。

## 業績
主な業績は写真乳剤の感光過程の理論的解明（ガーネ・モット理論 Gurney-Mott theory）、金属酸化物、金属錯体などにおける電子同士の強い相互作用による導電体から絶縁体への転移の理論的研究（モット絶縁体）など。
1933年からブリストル大学教授、1954年から1971年まで、キャヴェンディッシュ研究所の第6代所長（Cavendish Professor of Physics）を務めた。
1953年には国際理論物理学会・京都の議長として、来日した。1936年王立協会フェロー選出。

## 著書
- 『初歩の量子力学』
- 『衝突の理論』　H.マッセイとの共著
- 『金属物性論』　H.ジョーンズとの共著
- 『金属と非金属の物理』
- 『科学に生きる―ネビル・モット自伝』日経サイエンス社 (1989)

## 受賞歴
- 1941年 ヒューズ・メダル
- 1953年 ロイヤル・メダル、ベーカリアン・メダル
- 1972年 コプリ・メダル
- 1973年 ファラデー・メダル
- 1977年 ノーベル物理学賞